# NGC 3062
NGC 3062 је спирална галаксија у сазвежђу Секстант која се налази на NGC листи објеката дубоког неба.
Деклинација објекта је + 1° 25' 45" а ректасцензија 9h 56m 35,7s. Привидна величина (магнитуда) објекта NGC 3062 износи 14,4 а фотографска магнитуда 15,2. NGC 3062 је још познат и под ознакама CGCG 8-2, NPM1G +01.0256, PGC 28699.